# كين غودوين (لاعب هوكي الحقل)
كين غودوين هو لاعب هوكي الحقل كندي، ولد في 2 مارس 1961.

## وصلات خارجية
- كين غودوين على موقع الاتحاد الدولي للهوكي (الإنجليزية)
- كين غودوين على موقع EliteProspects.com (الإنجليزية)
- كين غودوين على موقع اللجنة الأولمبية الدولية (الإنجليزية)
- كين غودوين على موقع أوليمبيديا (الإنجليزية)
- كين غودوين على موقع اللجنة الأولمبية الكندية (الإنجليزية)